# Carige nigronotaria
Carige nigronotaria är en fjärilsart som beskrevs av Bremer 1864. Carige nigronotaria ingår i släktet Carige och familjen mätare. Inga underarter finns listade i Catalogue of Life.